# Biuletyn Polskiego Towarzystwa Historycznego
Biuletyn Polskiego Towarzystwa Historycznego – rocznik ukazujący się od 1959 roku w Warszawie. Wydawcą jest Polskie Towarzystwo Historyczne Zarząd Główny. Publikowane są materiały dotyczące funkcjonowania Polskiego Towarzystwa Historycznego. 